# Maurice Pinard
Maurice Pinard (né en 1929) est un professeur de sociologie et d'anthropologie québécois. 
Il détient un doctorat de l'université Johns-Hopkins. Il est professeur émérite au département de sociologie de l’université McGill, où il a enseigné à partir de 1963. 
Il a poursuivi de recherches et publié de nombreux articles sur la politique au Québec, sur les mouvements sociaux, en particulier sur le mouvement indépendantiste québécois, et en général sur les conflits dans les sociétés multiculturelles.

## Ouvrages
- The Rise of a Third Party
- Un combat inachevé, avec Robert Bernier et Vincent Lemieux
- L’État québécois au XXIe siècle

## Distinctions
- 1973 : Bourse Killam
- 1974 : Membre de la Société royale du Canada
- 1976 : Bourse Killam
- 2003 : Prix de contribution remarquable de la Société canadienne de sociologie et d’anthropologie